# Octane
Pour les articles homonymes, voir Octane (homonymie).
L'octane est un hydrocarbure saturé de la famille des alcanes, de formule brute C8H18. Il a dix-huit isomères. Ces diverses molécules comportent toutes huit [en grec ὀκτώ / oktṓ] atomes de carbone.

## Utilisation
C'est le principal composant de l'essence, et est la molécule de référence de la réaction de combustion des moteurs à « essence ».
La formule simplifiée de la réaction de combustion de l'octane est :
{\displaystyle {\ce {C8H18 + 25/2 O2 -> 8 CO2 + 9 H2O}}}
ou avec des nombres entiers :
{\displaystyle {\ce {2C8H18 + 25 O2 -> 16 CO2 + 18 H2O}}}
Pour définir l'indice d'octane, on utilise le 2,2,4-triméthylpentane, appelé également isooctane.